# Димче Зографски
Димитър (Димче) Атанасов Зографски (на македонска литературна норма: Димче Зографски) е комунистически функционер, деец на ВМРО (обединена).

## Биография
Роден е на 27 октомври 1898 в град Велес, тогава в Османската империя, днес в Северна Македония. През 1919 година се включва в БКМС, а от следващата година става член на ЮКП. От 1923 година е секретар на Местния комитет на ЮКП за Щип. Между 1926 и 1927 е член на Покрайненския комитет на ЮКП за Македония. В периода 1927-1932 година е арестуван поради комунистическата си дейност. По-късно е член на Областния комитет на ВМРО обединена.
В началото на 1942 година участва в основаването на Велешкото просветно благотворително братство в Скопие, създадено на 25 януари. Целта на Братството е да се оказва взаимна материална подкрепа на велешани, живеещи в Скопие, и организирана подкрепа на българските власти при необходимост.
През 1944 година е интерниран в Горна Джумая, а след като е освободен, става делегат на Второто заседание на АСНОМ и на нелегалния градски народоосвободителен комитет в Скопие. През 1944 година е един от критиците на Манифеста на АСНОМ, който вкарва новосформираната Народна република Македония в Югославия. В периода 1945-1947 година е председател на Градския народен комитет в Скопие. По-късно е министър на горите, на народното здраве и социалната политика и народен представител.